# Milhas
Milhas település Franciaországban, Haute-Garonne megyében. Lakosainak száma 191 fő (2022. január 1.). Milhas Aspet, Chein-Dessus, Herran, Portet-d’Aspet, Razecueillé és Sengouagnet községekkel határos.

## Népesség
A település népességének változása:
| Lakosok száma | 175  | 160  | 158  | 166  | 177  | 178  | 177  | 173  | 179  | 191  |
|               | 1968 | 1982 | 1990 | 2006 | 2013 | 2015 | 2017 | 2019 | 2020 | 2022 |